# Concerto Köln

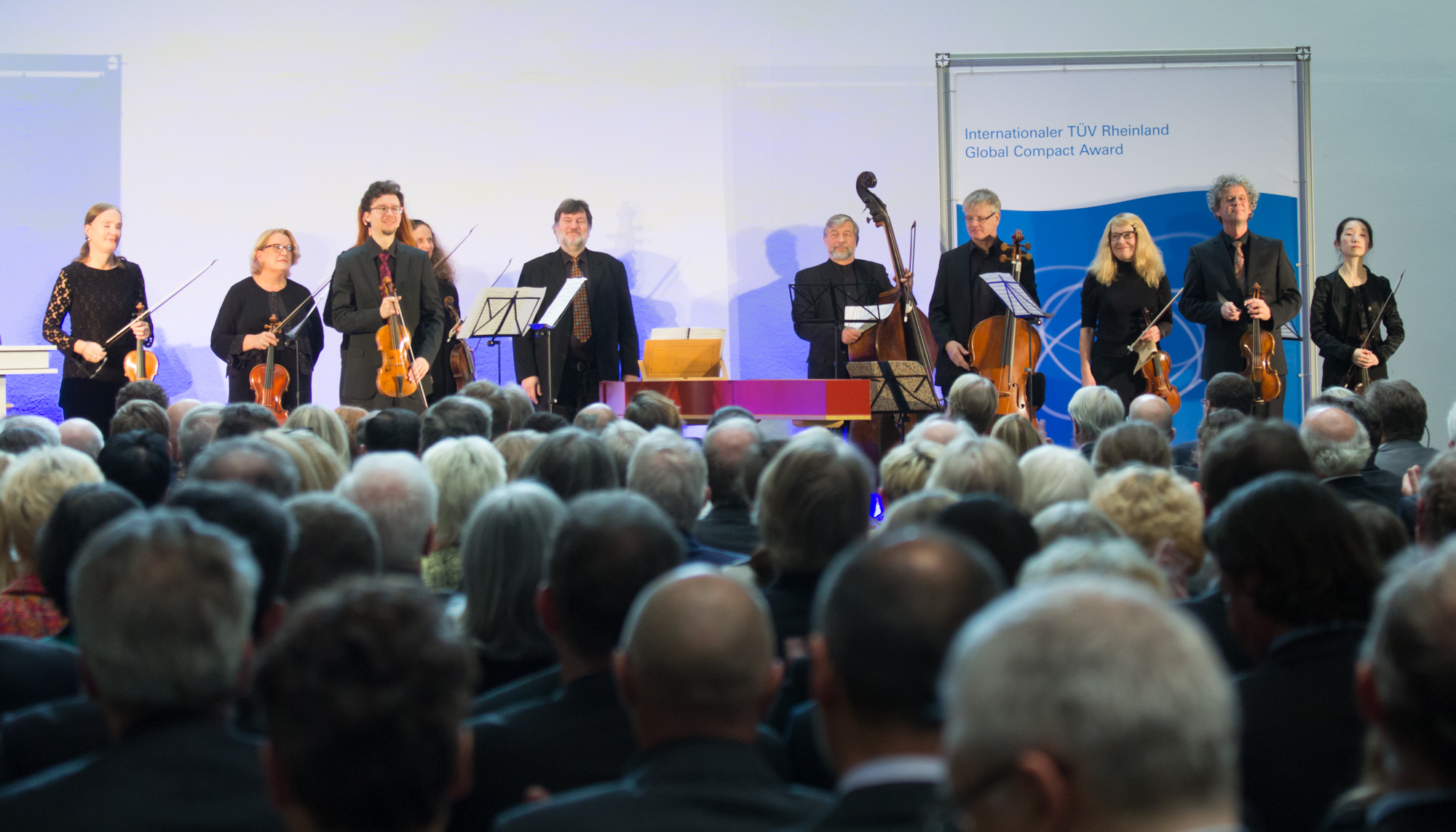
Concerto Köln bei einem Auftritt im Kölner Rathaus 2017

Concerto Köln ist ein auf historische Aufführungspraxis der Musik des 18. und frühen 19. Jahrhunderts spezialisiertes Orchester.

## Geschichte
Das Concerto Köln wurde 1985 von Studenten der Kölner Musikhochschule gegründet. Bis zum Jahr 2005 war Werner Ehrhardt (Violine) künstlerischer Leiter des Ensembles, bis 2016 hatten der Flötist Martin Sandhoff und von 2016 bis 2018 der Fagottist Lorenzo Alpert diese Funktion inne. Derzeit nimmt diese Funktion der Violoncellist Alexander Scherf wahr. Neben Aufführungen und Einspielungen von bekanntem Repertoire widmet sich Concerto Köln besonders der Wiederentdeckung vergessener oder wenig aufgeführter Komponisten, wie z. B. Joseph Martin Kraus, Henri-Joseph Rigel, François-Joseph Gossec, Francesco Durante, Josef Mysliveček oder John Field.
Im Laufe seiner Karriere hat Concerto Köln mit etlichen Musikern und Ensembles zusammengearbeitet, darunter zum Beispiel Cecilia Bartoli, Vivica Genaux, Waltraud Meier, Natalie Dessay, Philippe Jaroussky, Christoph Prégardien, Andreas Scholl, Ulrich Tukur, Harald Schmidt und Bruno Ganz. Auch Ensembles wie die Chöre des WDR, NDR und BR, der Thomanerchor, die Regensburger Domspatzen, Sarband, die Balthasar-Neumann-Ensembles, das Collegium Vocale Gent und der RIAS-Kammerchor sind häufig Partner des Orchesters. Die Riege an Gastdirigenten reicht von Ivor Bolton hin zu Daniel Harding und Peter Dijkstra. Besondere Aufmerksamkeit erlangte das Ensemble zusammen mit dem Dirigenten Kent Nagano bei einer historisch informierten Aufführung von Das Rheingold im Jahr 2021.
Seit einigen Jahren widmet sich Concerto Köln verstärkt der Nachwuchsförderung, dies vor allem in Form von kostenlosen Schülerkonzerten in seinem Probenraum. Außerdem hat Concerto Köln Patenschaften für das Barockorchester der Rheinischen Musikschule Köln (Leitung: Miche Erauw) und für die Michael-Ende-Schule in Köln-Ehrenfeld übernommen.
Seit 2005 befinden sich Büro und Probensaal von Concerto Köln im Kölner Stadtteil Ehrenfeld.

## Auszeichnungen
Concerto Köln wurden mit bedeutenden nationalen und internationalen Preisen ausgezeichnet, darunter dem Grammy Award, dem Preis der deutschen Schallplattenkritik, dem ECHO Klassik (2003, 2005, 2007, 2009 und 2013), dem Midem Classical Award und dem Deutschen Kritikerpreis sowie dem Choc – Le Monde de la musique, dem Diapason d’or und dem Diapason d’or de l’année.
2013 wurde die Gesamtaufnahme von Vincis Artaserse in der Kategorie Beste Gesamtaufnahme für den International Opera Award nominiert.

## Diskografie (Auswahl)
Concerto Köln veröffentlichte bisher mehr als 50 CDs.
- 2012: Leonardo Vinci: Artaserse, Dirigent: Diego Fasolis. Virgin Records.
- 2010: Johann Sebastian Bach: The Orchestral Suites. Berlin Classics.
- 2010: Georg Friedrich Händel: Israel in Egypt. Ltg. Peter Dijkstra, BR-Klassik.
- 2009: Henri-Joseph Rigel: Sinfonien. Edel Records
- 2008: Christoph Martin Wieland / Anton Schweitzer: Alceste. Ltg. Michael Hofstetter. Berlin Classics.
- 2007: Airs d’Operas Italiens. (Verdi, Bellini, Donizetti) Ltg. Evelino Pidò, Natalie Dessay (Sopran). Virgin Classics.
- 2007: Wolfgang Amadeus Mozart: MOZART. DGG.
- 2004: Johann Wilhelm Wilms: Symphonies Nos. 6 & 7. DGG. Echo Klassik 2005
- 2004: W.A. Mozart: Le nozze di Figaro. Ltg. René Jacobs. Grammy Award 2005
- 2003: Dream of the Orient. Mit Ensemble Sarband. Echo Klassik 2003
- 1999: John Field: Piano Concertos Nos. 2 & 3. Mit Andreas Staier. Teldec.
- 1998: Carl Heinrich Graun: Cleopatra & Cesare. Ltg. René Jacobs. Harmonia Mundi France.
- 1994: Gaetano Brunetti: Sinfonien. Capriccio.
- 1992: Francesco Durante: Concerti. Gerald Hambitzer (Cembalo). Capriccio.
- 1991: Georg Friedrich Händel: Giulio Cesare. Ltg. René Jacobs. Harmonia Mundi France.
- 1990: Johann Sebastian Bach: Auf schmetternde Töne (BWV 207a), Schleicht, spielende Wellen (BWV 206). Mit Kammerchor Stuttgart, Ltg. Frieder Bernius.
- 1987: Christoph Willibald Gluck: Echo et Narcisse.  Ltg. René Jacobs. Harmonia Mundi France.
- 1987: Six Concerti Venetiens. (Antonio Vivaldi, Giovanni Battista Sammartini, Pietro Antonio Locatelli). Christian Mendoze, Flöte. Capriccio.